# Girma Wolde-Giorgis

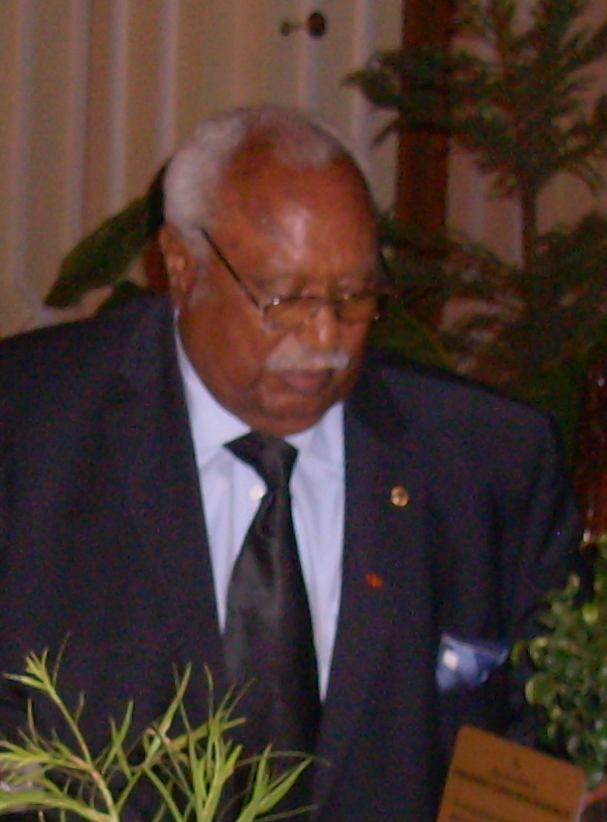
Girma Wolde-Giorgis

Girma Wolde-Giorgis (Amhaars: ግርማ ወልደ ጊዮርጊስ) (Addis Abeba, 28 december 1924 – aldaar, 15 december 2018) was een Ethiopisch politicus. 

## Loopbaan
Girma studeerde management in Nederland en behaalde twee opleidingen luchtverkeersleiding in Zweden en in Canada. 
Hij was van 2001 tot 2013 president van Ethiopië. Hij werd op 8 oktober 2001 verkozen, na een unanieme verkiezing in het Ethiopische parlement. Girma werd op 9 oktober 2007 herkozen tot president. Hij was lid van het Ethiopisch Volksrevolutionair Democratisch Front. Op 7 oktober 2013 werd Girma als president opgevolgd door Mulatu Teshome.
Girma Wolde-Giorgis was getrouwd en heeft vijf kinderen. Hij sprak verschillende talen vloeiend, waaronder Afaan Oromo, Amhaars, Tigrinya, Italiaans, Engels en Frans. Hij overleed in 2018 op 93-jarige leeftijd.
- International Standard Name Identifier: 0000 0000 4496 5139
- Library of Congress Control Number: no2004103508
- Nationale Bibliotheek van Israël: 987012356972005171
- Système universitaire de documentation: 133252981
- Virtual International Authority File: 76035931
- WorldCat: E39PBJhd6tdGYgdGV9GqbCT4MP